# Posaconazol
Posaconazol é um fármaco antifúngico triazólico comercializado nos Estados Unidos, União Europeia e em outros países pela Schering-Plough sob o nome comercial de "Noxafil". No Canadá, é comercializado pela Schering-Plough com o nome comercial de "Posanol".

## Microbiologia
Posaconazol é ativo contra os micro-organismos:
- Candida spp.
- Aspergillus  spp.
- Zygomycetes spp.

## Uso clínico
O fármaco é utilizado para o tratamento de infecções invasivas de espécie dos gêneros Candida, Mucor e Aspergillus em pacientes com severo imunocomprometimento.
Evidência clínica para a sua utilização no tratamento de doenças causadas por espécies do gênero Fusarium (fusariose) é limitada.
Dois estudos  sugerem que o posaconazol pode ser superior ao outros triazóis, como o fluconazol ou itraconazol, na prevenção de infecções fúngicas invasivas, embora ele possa causar reações adversas mais sérias.
Há também alguma indicação que o posaconazole possa ser o tratamento mais efetivo para a doença de Chagas crônica e aguda, mostrando-se mais eficaz que o benznidazol.